# Marshallia
Marshallia é um género botânico pertencente à família Asteraceae.